# Heinrich Müller (politik)
Heinrich Müller (20. srpna 1880 Ústí nad Labem – 18. srpna 1943 Guildford) byl československý politik německé národnosti, meziválečný poslanec a senátor Národního shromáždění za Německou sociálně demokratickou stranu dělnickou v ČSR.

## Biografie
Původně byl malířem porcelánu. Byl aktivní v dělnické tělovýchově. Byl předsedou německého Dělnického tělovýchovného a sportovního svazu v ČSR. Od roku 1919 rovněž zasedal v obecním zastupitelstvu v Ústí nad Labem. Podle údajů k roku 1930 byl profesí redaktor v Ústí nad Labem.
V parlamentních volbách v roce 1929 získal za Německou sociálně demokratickou stranu dělnickou v ČSR poslanecké křeslo v Národním shromáždění.
Pak se přesunul do horní komory parlamentu. Po parlamentních volbách v roce 1935 získal senátorské křeslo v Národním shromáždění. V senátu setrval do října 1938, kdy jeho mandát zanikl v důsledku změn hranic ČSR.
V říjnu 1938 emigroval do Velké Británie.